# Inmortal del zugzwang
La Inmortal del zugzwang es una partida de ajedrez jugada entre Friedrich Sämisch y Aron Nimzowitsch en Copenhague, Dinamarca, en marzo de 1923. Su nombre se debe a que la posición final es considerada como un caso raro de zugzwang que ocurre en el medio juego. Según Nimzowitsch, escribiendo en el Wiener Schachzeitung en 1925, este término se originó en los «círculos de ajedrez daneses».

## La partida
Blancas: Friedrich Sämisch

Negras: Aron Nimzowitsch

Apertura: Defensa india de Dama (ECO E17)

Lugar: Copenhague, Dinamarca

Año: 1923
1. d4 Cf6 2. c4 e6 3. Cf3 b6 4. g3 Ab7 5. Ag2 Ae7
Defensa india de Dama.
6. Cc3 0-0 7. 0-0 d5 8. Ce5 c6
Salvaguarda la posición.
9. cxd5?! cxd5 10. Af4 a6
Protege la estación avanzada c4, es decir, mediante ... a6 y ... b5.
11. Tc1 b5 12. Db3 Cc6
¡El fantasma! Con pasos silenciosos, avanza hacia c4.
13. Cxc6
Samisch sacrifica dos tiempos (intercambio del Caballo que come tiempo en el e5 por el Caballo que está casi sin desarrollar) simplemente para deshacerse del fantasma.
13.(...) Axc6 14. h3? Dd7 15.Rh2 Ch5
Podría haberle proporcionado aún un segundo fantasma para ... De7 y ... Caballo – d7 – b6 – c4, pero quería centrar mi atención en el lado del Rey. (Nota: El autor probablemente quiso decir ... Db7, ya que e7 tiene un Alfil en él.)
16.Ad2 f5 ! 17.Dd1 b4! 18.Cb1 Ab5 19.Tg1 Ad6 20.e4 fxe4!
Este sacrificio, que tiene un efecto bastante sorprendente, se basa en el siguiente cálculo sobrio: dos peones y el séptimo rango y un flanco de la Dama enemiga que no se puede desenredar, ¡todo esto por una sola pieza!
21. Dxh5 Txf2 22. Dg5 Raf8 23. Kh1 R8f5 24. De3 Ad3 25. Tce1 h6 !! 0-1
Un movimiento brillante que anuncia el zugzwang. A las blancas no les queda movimiento. Si, por ejemplo, se mueve Rh2 o g4, entonces está T5f3. Las negras ahora pueden hacer movimientos de espera con su Rey, y las blancas deben, eventualmente, arrojarse sobre la espada.
|       |       |    |       |       |       |       |       |    |  |
|       | a8    | b8 | c8    | d8    | e8    | f8    | g8 kd | h8 |  |
| a7    | b7    | c7 | d7 qd | e7    | f7    | g7 pd | h7    |    |  |
| a6 pd | b6    | c6 | d6 bd | e6 pd | f6    | g6    | h6 pd |    |  |
| a5    | b5    | c5 | d5 pd | e5    | f5 rd | g5    | h5    |    |  |
| a4    | b4 pd | c4 | d4 pl | e4 pd | f4    | g4    | h4    |    |  |
| a3    | b3    | c3 | d3 bd | e3 ql | f3    | g3 pl | h3 pl |    |  |
| a2 pl | b2 pl | c2 | d2 bl | e2    | f2 rd | g2 bl | h2    |    |  |
| a1    | b1 nl | c1 | d1    | e1 rl | f1    | g1 rl | h1 kl |    |  |
|       |       |    |       |       |       |       |       |    |  |

## Objeciones al sobrenombre
Andrew Soltis se ha opuesto a la caracterización de este juego como la «Inmortal del zugzwang», explicando: «Primero, Saemisch podría haber movido una de sus piezas, a pesar de que habría devuelto la pieza sacrificada a Nimzovich. El juego podría haber continuado entonces durante mucho tiempo después de eso con Saemisch ganando algo de espacio para respirar. Pero, en segundo lugar, el juego no constituye un verdadero zugzwang porque al final Nimzowitsch tenía la amenaza de ganar a la Dama de su oponente. Lo que hace que el zugzwang sea una muerte tan dolorosa es que el difunto no es ejecutado por una amenaza sino por su propio suicidio». Del mismo modo, Wolfgang Heidenfeld escribió: «Zugzwang, en el sentido correcto del término, no entra en el juego en ninguna etapa. En la posición final, las negras amenazan [... T5f3], contra las cuales las blancas no tienen respuesta». Raymond Keene escribió en su biografía de Nimzowitsch: «Esta es la llamada "Partida inmortal del zugzwang". Prefiero verlo como un ejemplo de parálisis total de la oposición; el máximo expreso de profilaxis, donde las posibilidades del oponente se reducen a ese grado por encima del cero requerido para evitar el estancamiento».